# میرگسار
میرگسار، روستایی از توابع بخش مرکزی شهرستان کامیاران در استان کردستان ایران است.

## جمعیت
این روستا در دهستان ژاورود قرار دارد و براساس سرشماری مرکز آمار ایران در سال ۱۳۸۵، جمعیت آن 140 نفر (۴۱خانوار) بوده‌است.
روستای میرگسار در 40کیلومتری کامیاران قرار گرفته است دارای مردمان خون گرم ومهمان نواز و جاهای دیدنی (کانی با) (هسیله گوره) (وه نج )(توم تره که)( چه م اسیاو)( پیره که) (توخه له) آبادی های دوروبر میرگسار . (بزوه ش) (گلیان) (پشاباد) (شاهینی) .